# Pintor de Meleagro

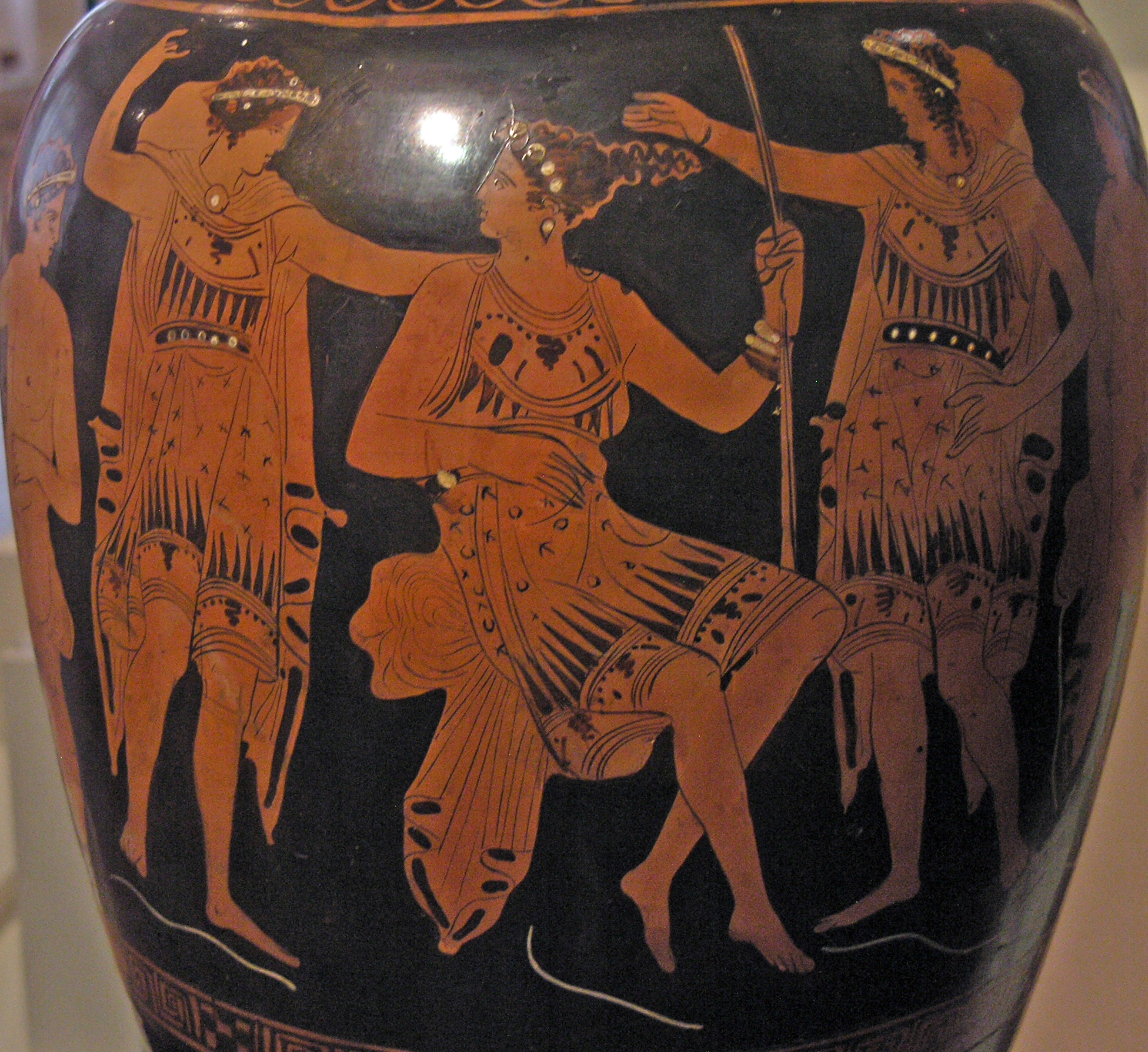
Atalanta, Meleagro y Tideo (?). Detalle del vaso con el nombre del Pintor de Meleagro, un ánfora de alrededor del 400-380 a. C.

El Pintor de Meleagro fue un pintor de vasos de la antigua Grecia que pintó cerámica ática de figuras rojas. Estuvo activo en Atenas durante el período clásico, alrededor del 420-390 a. C. Se desconoce su verdadero nombre. Su nombre convenido se basa en que una de sus pinturas representa a Meleagro y Atalanta.
En total, se le atribuyen 104 obras sobre diversas formas de vasos, desde cráteras y ánforas hasta pélices, calpis, pínax y kílices (decoró, por ejemplo, los de tipo B de fuste alto, o en colaboración con el Pintor de Trieste una variación del kílix sin fuste o con un fuste bajo).
Principalmente representó escenas mitológicas (especialmente dionisíacas). Le gustaba especialmente decorar cráteras. Sus pinturas representan a Dioniso y otros temas míticos, así como banquetes y bodas. Su estilo se ha descrito como descuidado y las proporciones de las figuras, deficientes. Muchos otros pintores copiaron su estilo. Algunas de sus obras provienen del entorno de la palestra y sus vasos más grandes muestran figuras en varios niveles. Su estilo deriva del del Pintor de la centauromaquia de Nueva York.
El Pintor de Meleagro, un contemporáneo ligeramente más joven del Pintor de Talos y el Pintor de Pronomo, debe su nombre a la representación de Meleagro (con Atalanta (hija de Yaso) en al menos cuatro de sus obras decoradas a mano: una crátera de volutas en Viena (Museo de Historia del Arte de Viena 158), dos ánforas de cuello en Atenas (Museo Arqueológico Nacional 15113) y Toronto (Museo Real de Ontario 388) y una crátera de cáliz en Wurzburgo (Museo Martin von Wagner L522). Puede que trabajara en Atenas, pero la mayoría de sus vasos se han encontrado en Italia.
Una de sus obras más conocidas es una crátera de volutas de figuras rojas, un dino con pedestal, que se encuentra en el Museo J. Paul Getty de Los Ángeles (n.º de registro 87.AE.93). Este vaso es una suntuosa combinación de decoración en relieve del clásico tardío, dorado y pintura de figuras rojas de gran refinamiento. El cuerpo acanalado, la corona de olivo dorada alrededor del brazo del vaso y la decoración floral y figurativa confinada al cuello y la base (pedestal) sugieren que fue realizado para imitar deliberadamente los vasos de metal. En la parte frontal del cuello de la crátera, Adonis, esposo de Afrodita, la diosa del amor, yace en un lecho cubierto con textiles elaboradamente bordados. Mientras Adonis se ata una cinta alrededor de la cabeza, Eros le ofrece un plato de comida. Dado que Adonis pasaba parte de cada año con Afrodita en el monte Olimpo y parte con Perséfone en el inframundo, las diosas se colocan con sus asistentes a cada lado de él. La escena del simposio en la parte posterior del cuello de la crátera representa una versión mortal (y menos lujosa) de esta escena. Cada pareja se entrega al placer y la alegría. El pedestal también está ricamente decorado con cazadores y figuras míticas, Dioniso y sus compañeros, y otras deidades.

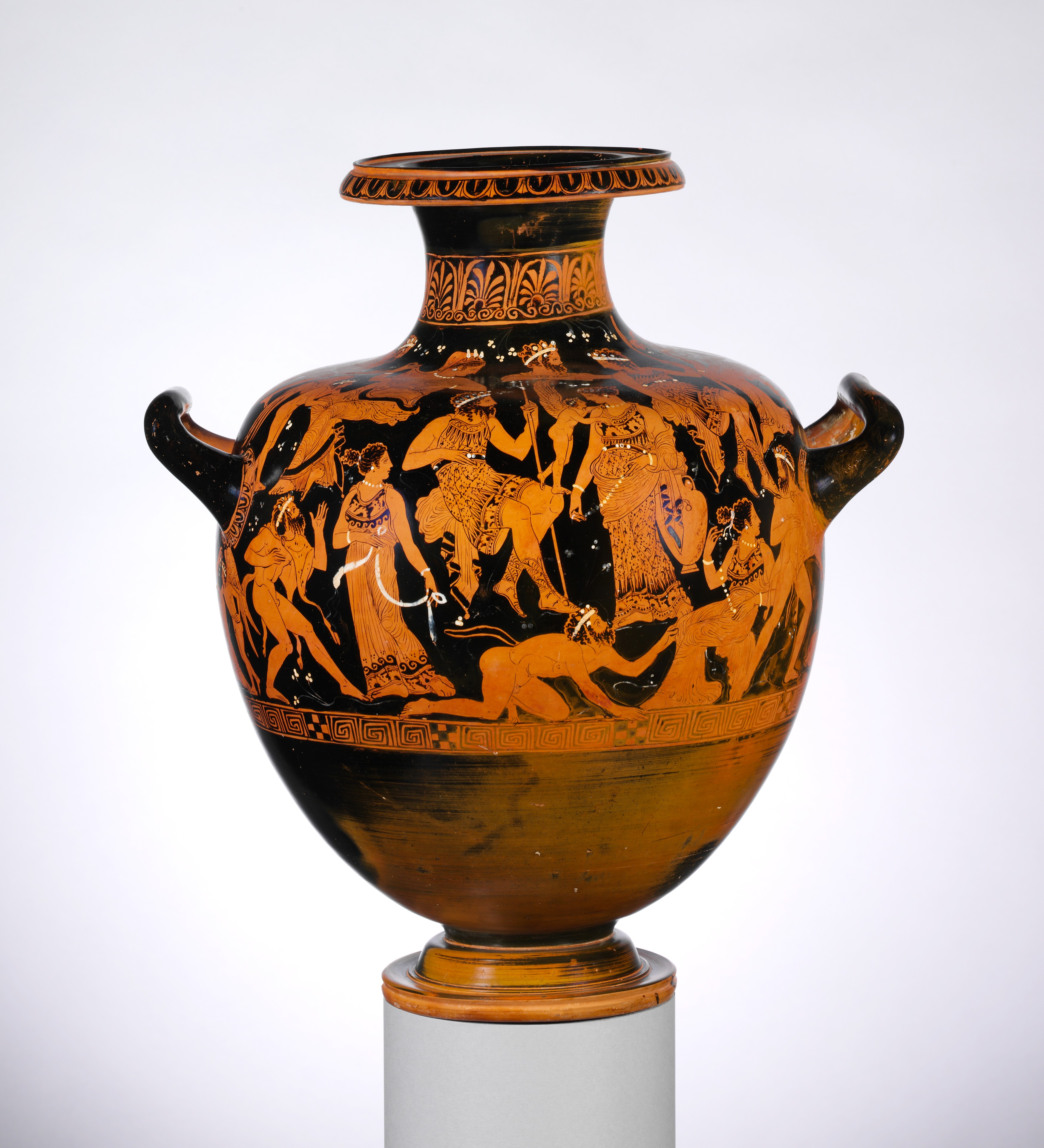
Hidria-calpis de figuras rojas; Poseidón y Amimone con Anfitrite, Afrodita, Dioniso, sátiros y ménades. Museo Metropolitano de Arte, 56.171.56, Nueva York.,c. 400–380 a. C.
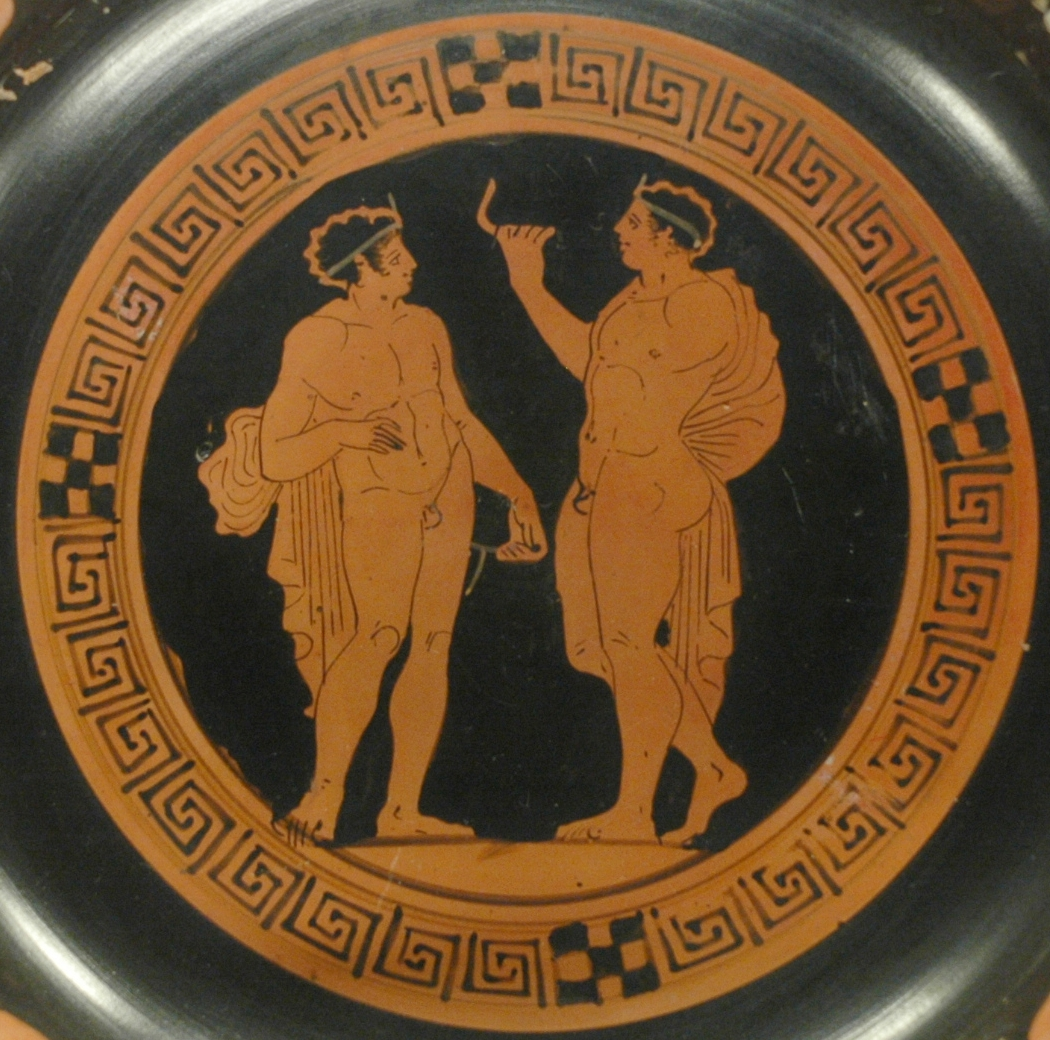
Tondo de kílix, c. 400–380 a. C.
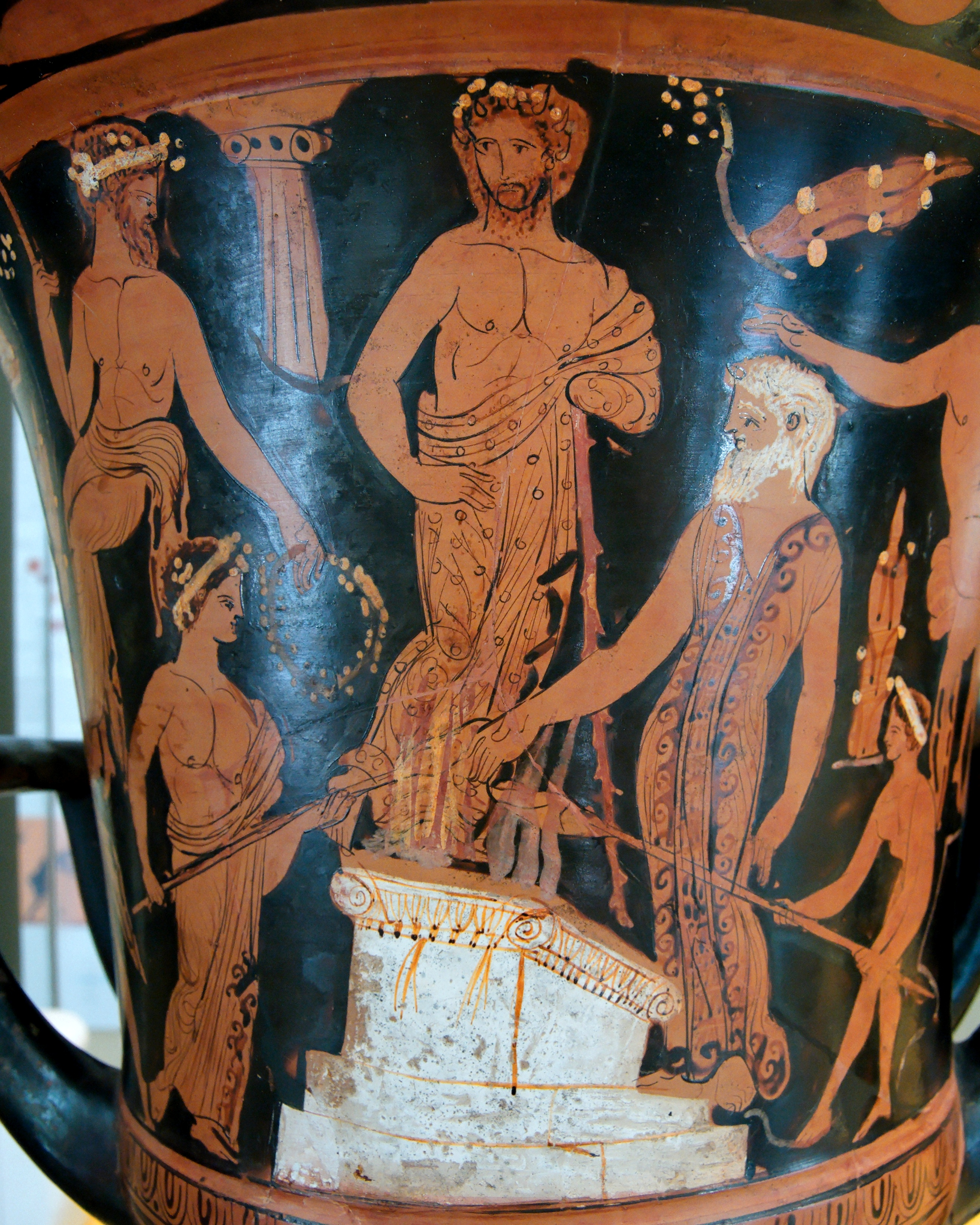
Néstor y sus hijos ofrecen sacrificios a Poseidón. Detalle de una crátera de cáliz. c. 400–380 a. C.
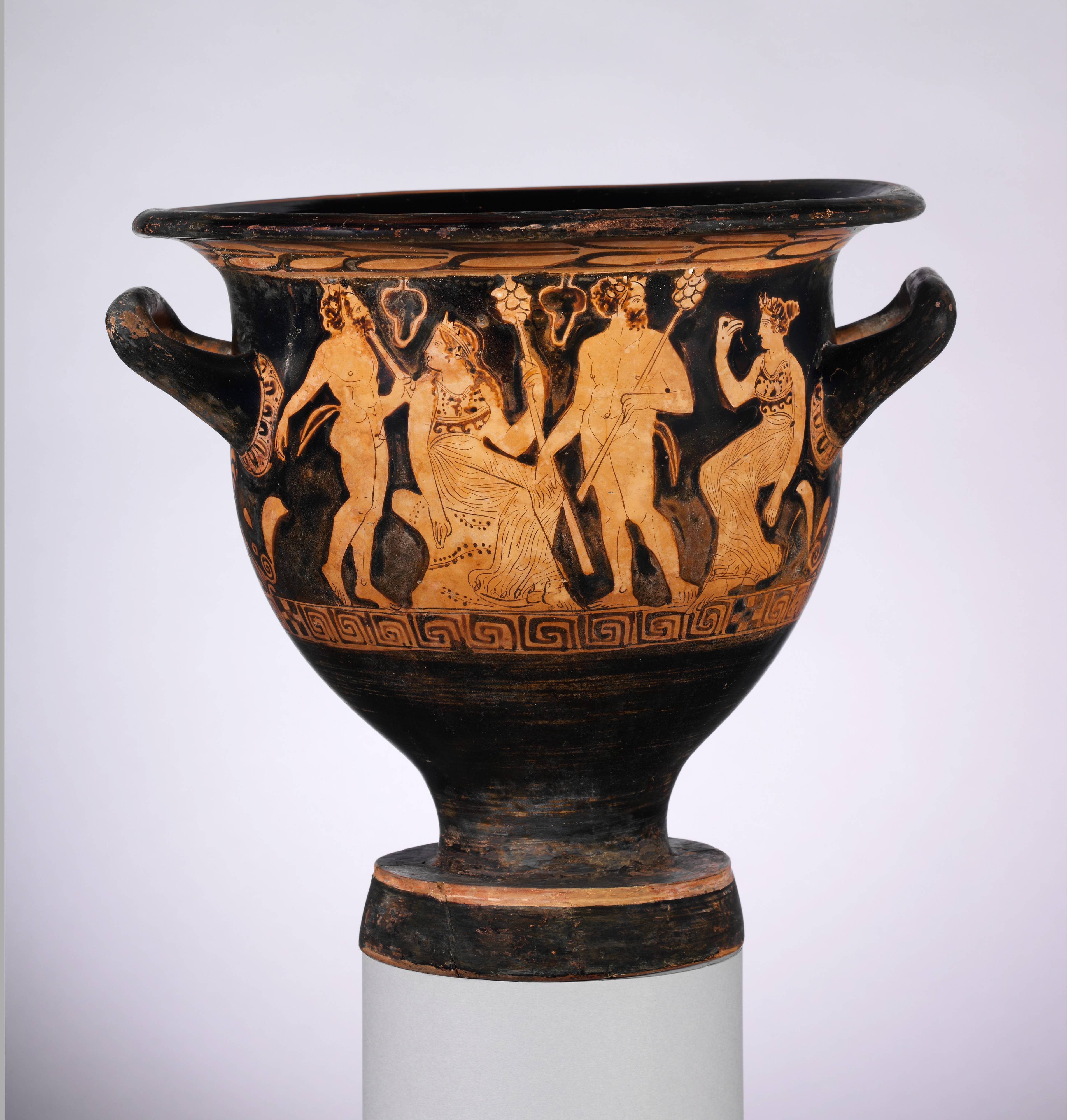
Crátera de campana, c. 390–380 a. C.
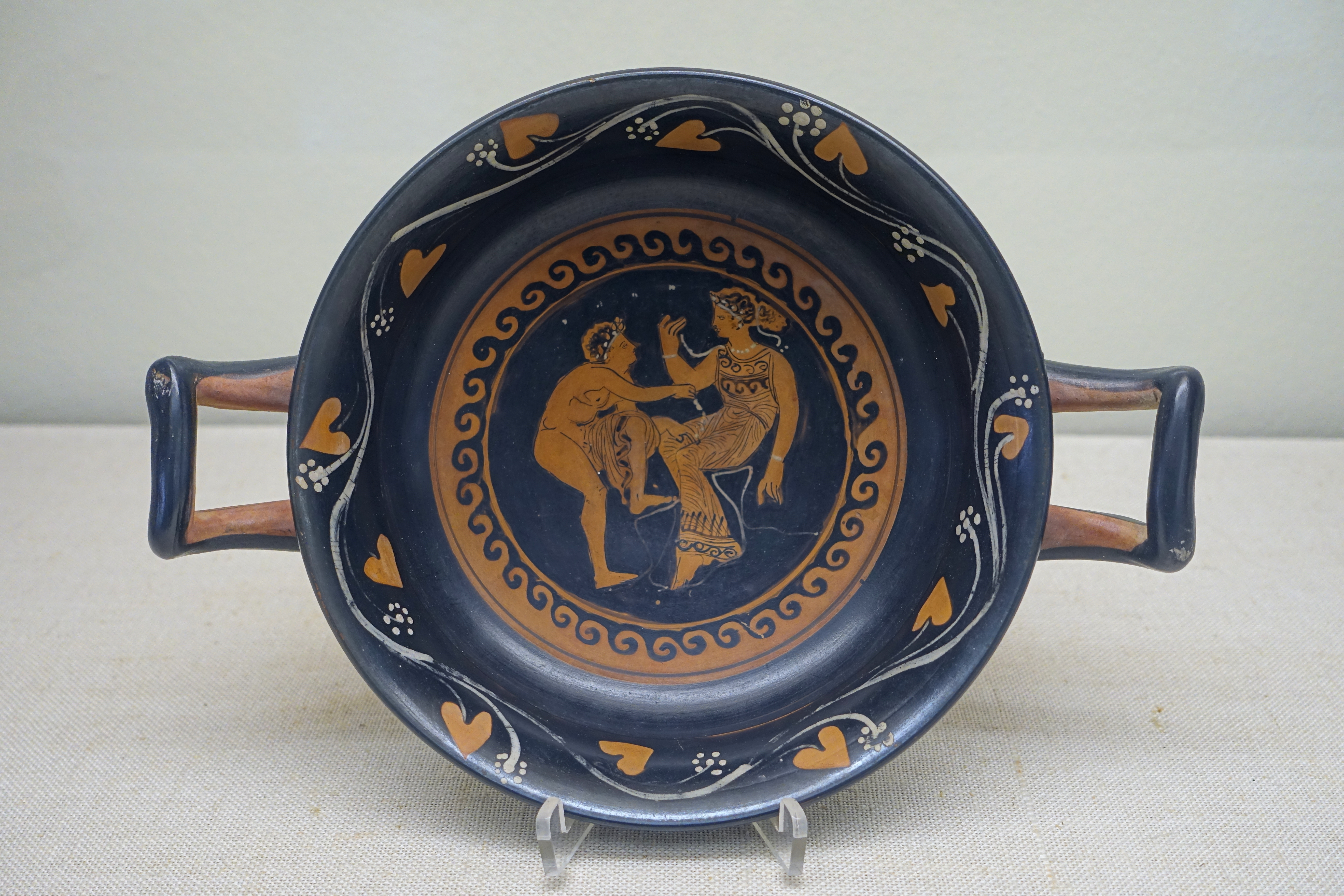
Kílix, c. 390 a. C.
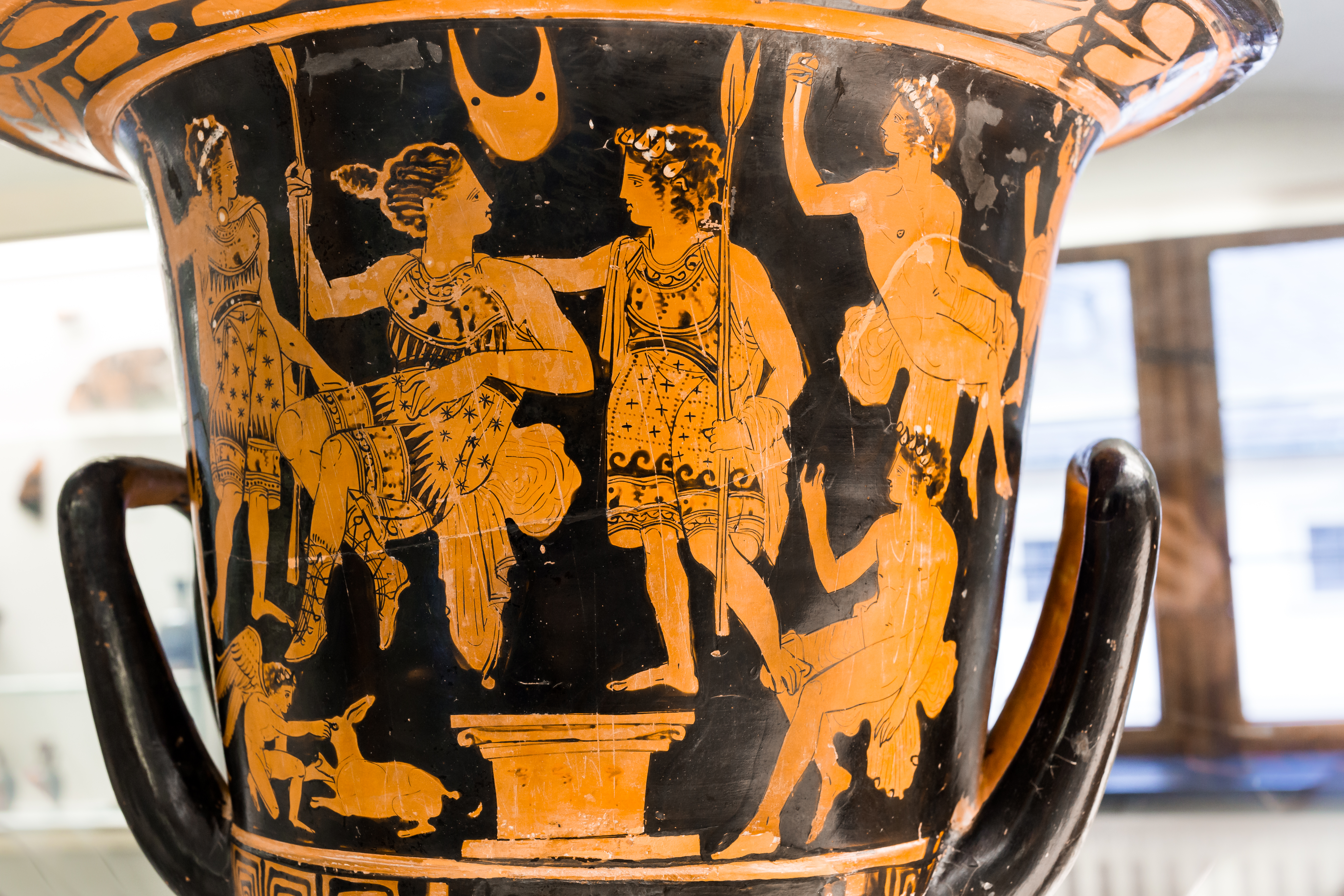
Crátera ática de figuras rojas con forma de cáliz, que representa a Meleagro y Atalanta, c. 400-390 a. C., Museo Martin von Wagner L 522, Wurzburgo.
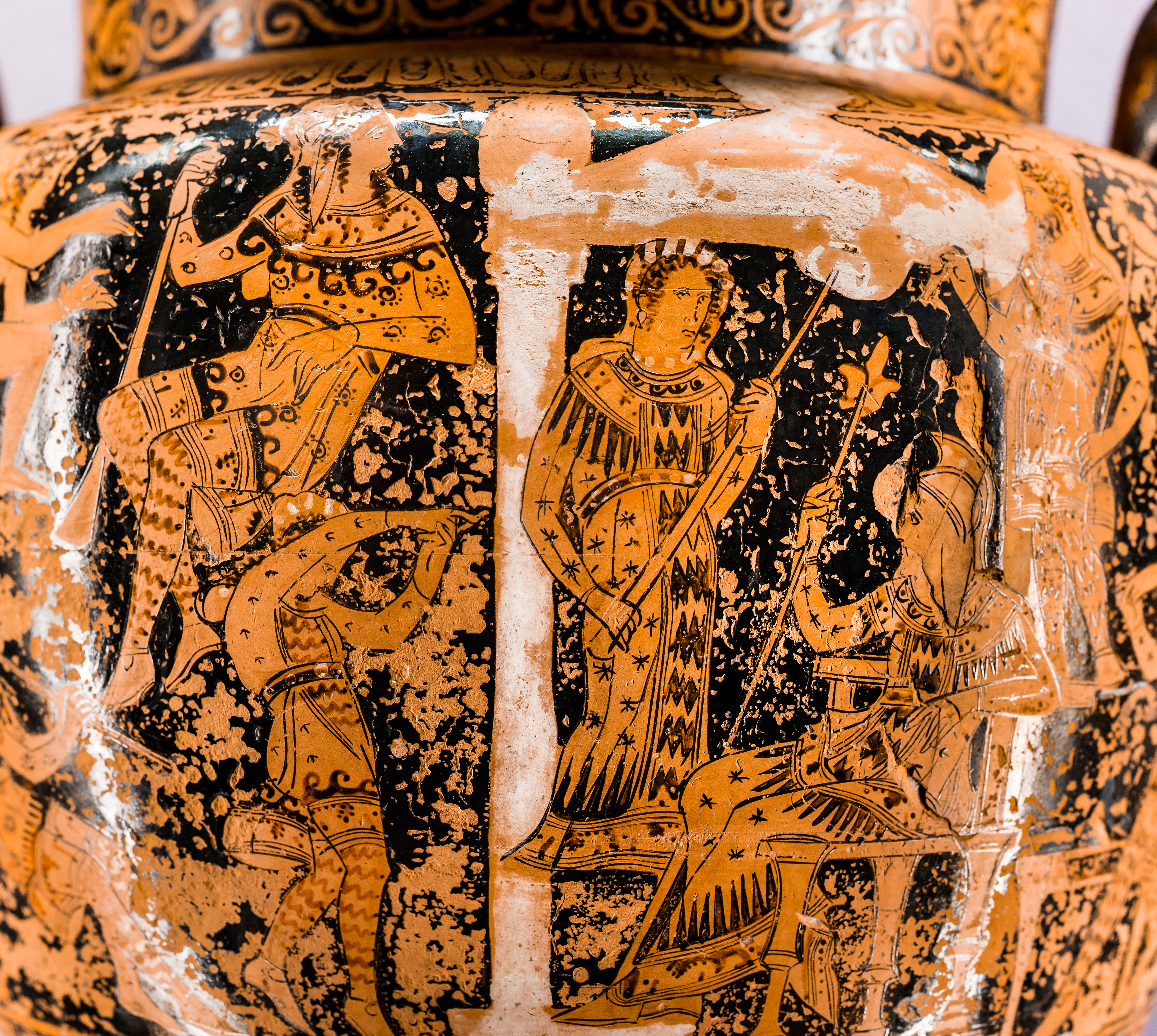
Crátera de volutas ática de figuras rojas, con una escena con Meleagro y Atalanta, Museo de Historia del Arte de Viena 158, Viena.
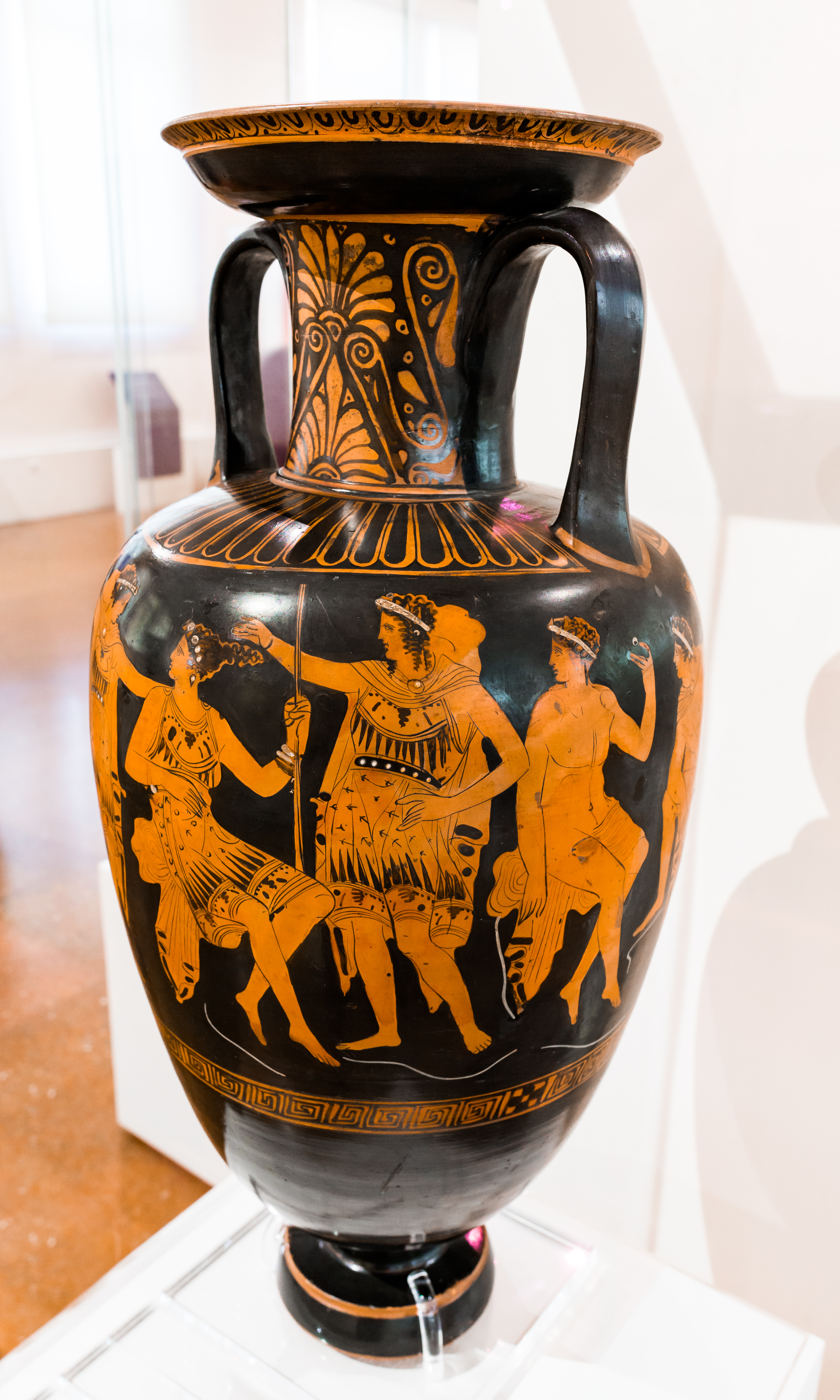
Ánfora de cuello ática de figuras rojas, que representa a Meleagro y Atalanta, Museo Arqueológico Nacional 15113, Atenas.
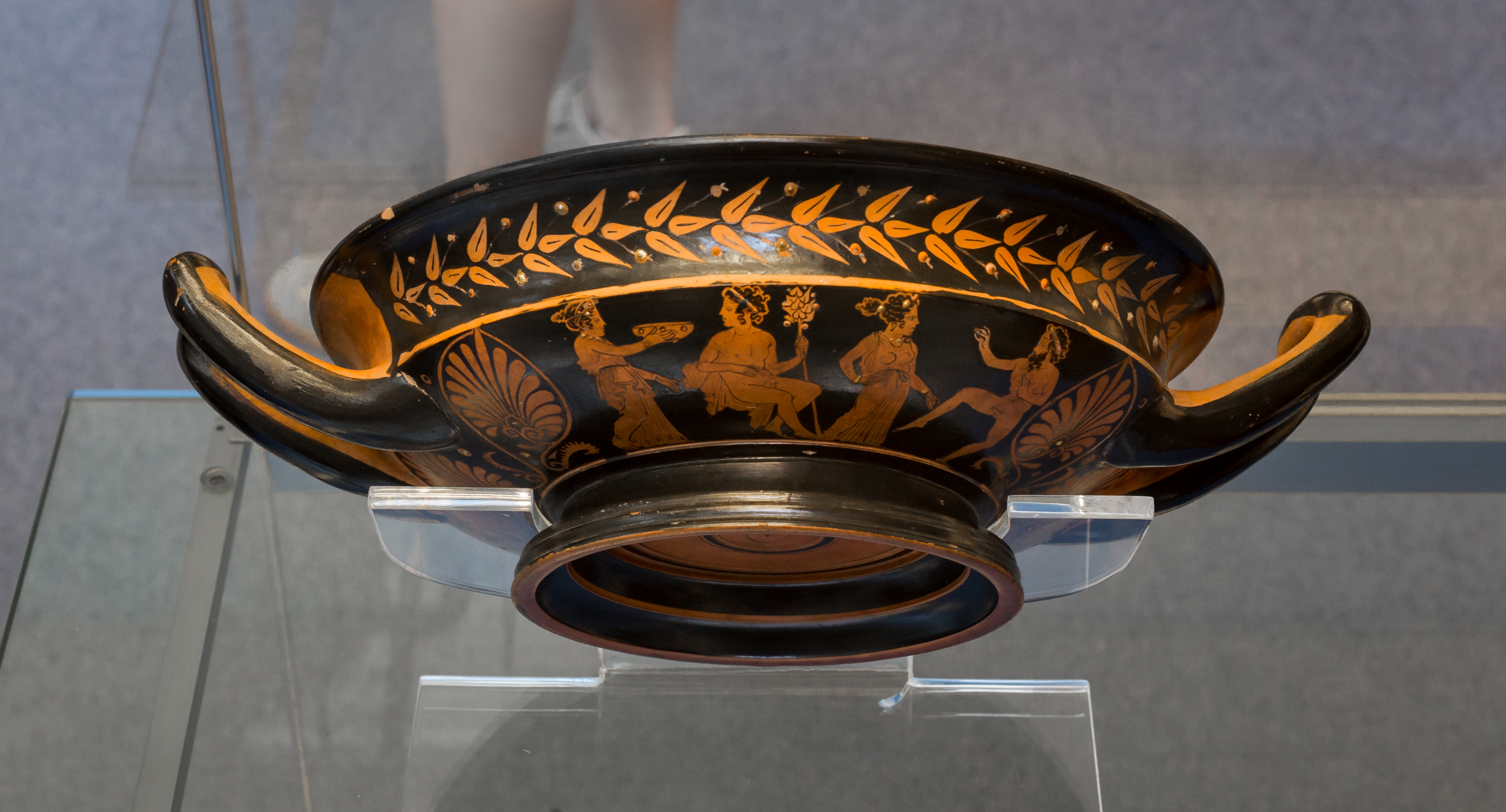
Kílix ático de figuras rojas (sin fuste), Dioniso con sátiros y ménades, Museo Británico E 129, Londres.